# Czechy na Letniej Uniwersjadzie 2009
Czechy na Letniej Uniwersjadzie w Belgradzie reprezentowało 99 zawodników. Czesi zdobyli 6 medali (złoty,srebrny i 4 brązowe). 
Sporty drużynowe w których Czechy brały udział:
| Dyscyplina  | Mężczyźni | Kobiety |
| Koszykówka  |           | ✔       |
| Piłka nożna | ✔         |         |
| Piłka wodna |           |         |
| Siatkówka   | ✔         |         |

## Medale

### Złoto
- Jiřina Ptáčníková – lekkoatletyka, skok o tyczce

### Srebro
- Jana Korešová – lekkoatletyka, siedmiobój

### Brąz
- David Dubský – judo, kategoria poniżej 66 kg
- Jaromír Ježek – judo, kategoria poniżej 81 kg
- Michal Rubáček – pływanie, 100 metrów stylem motylkowym
- Nikola Fraňková – tenis ziemny, gra pojedyncza